# La vallata vigezzina
Il La vallata vigezzina è un dipinto del pittore italiano, olio su tavola, di Carlo Bazzi realizzato nel 1902 che raffigura la montagna della Val Vigezzo. Le opere più preziose di Bazzi ritraggonio i paesaggi montani innevati, dipinti en plain air. Il dipinto è di proprietà, della banca Intesa Sanpaolo e fa parte della collezione Gallerie d'Italia di Milano.